# Station Boulogne-Ville
Station Boulogne-Ville is een spoorwegstation in de Franse gemeente Boulogne-sur-Mer.